# Pénzcsináló
A Pénzcsináló (eredeti cím: Moneyball) Bennett Miller 2011-ben bemutatott filmje, ami Michael Lewis 2003-as, valós történeten alapuló sikerkönyve (Moneyball: The Art of Winning an Unfair Game) alapján készült.
A történet az Oakland Athletics baseballcsapat és a csapatfőnök Billy Beane meghökkentő sikerét követi nyomon: hogyan lehet a nagy csapatok költségvetésének töredékéből, a hagyományos módszereket félredobva csapatot építeni, mely minden addigi rekordot megdöntve beírja magát a sporttörténelembe győzelmi sorozatával. A filmben Beane (Brad Pitt) és asszisztense, Peter Brand (Jonah Hill), egy fiatal közgazdász a kedvezőtlen pénzügyi helyzetben új, statisztikai alapokon nyugvó játékoskiválasztási módszereket alkalmaz, s a szokásostól eltérő stratégiát követ, melyet a csapat vezetése nehezen fogad el.
Magyarországi bemutató: 2011. december 8.

## Cselekménye
|  | Alább a cselekmény részletei következnek! |

|  | Itt a vége a cselekmény részletezésének! |

## Szereplők
| Karakter            | Színész                | Magyar hang (2011–2012) |
| ------------------- | ---------------------- | ----------------------- |
| Billy Beane         | Brad Pitt              | Sarádi Zsolt            |
| Peter Brand         | Jonah Hill             | Elek Ferenc             |
| Art Howe            | Philip Seymour Hoffman | Törköly Levente         |
| Sharon              | Robin Wright           | Spilák Klára            |
| Scott Hatteberg     | Chris Pratt            | Szabó Máté              |
| David Justice       | Stephen Bishop         | Géczi Zoltán            |
| Mark Shapiro        | Reed Diamond           | Harmath Imre            |
| Ron Washington      | Brent Jennings         | Galkó Balázs            |
| Grady Fuson         | Ken Medlock            | Végh Péter              |
| Elizabeth Hatteberg | Tammy Blanchard        |                         |
| John Poloni         | Jack McGee             | Csuha Lajos             |
| Pittaro             | Vyto Ruginis           | Benkő Péter             |
| Matt Keough         | Nick Searcy            | Forgács Gábor           |
| Ron Hopkins         | Glenn Morshower        | Albert Péter            |
| Chad Bradford       | Casey Bond             |                         |
| Jeremy Giambi       | Nick Porrazzo          | Kovács Lehel            |
| Casey Beane         | Kerris Dorsey          |                         |
| John Henry          | Arliss Howard          | Epres Attila            |
| Billy apja          | James Shanklin         | Beratin Gábor           |
| Billy anyja         | Diane Behrens          | Molnár Zsuzsa           |
| Martinez            | Tom Gamboa             | Orosz István            |
| Önmaga              | Barry Moss             | Dunai Tamás             |
| Önmaga              | Artie Harris           | Cs. Németh Lajos        |
| Önmaga              | George Vranau          | Várkonyi András         |
| Önmaga              | Phil Pote              | Perlaki István          |
| Önmaga              | Lisa Guerrero          | Bertalan Ágnes          |
| Ramon Hernandez     | Corey Vanderhook       | Welker Gábor            |
| Alán                | Spike Jonze            | Takátsy Péter           |
| Stephen Schott      | Robert Kotick          | Kardos Róbert           |

## A film készítése
A forgatókönyv alapjául Michael Lewis Moneyball című könyve szolgált. Lewis elsősorban szórakoztató stílusban megírt pénzügyi, gazdasági témájú könyveivel vált ismertté (első, Brókerpóker című könyve részben önéletrajzi jellegű, a bennfentesek szemével rántja le a leplet a Wall Street és a befektetési bankok világáról), de a sport világa sem idegen tőle: Blind Side című könyve alapján készült A szív bajnokai (2009) című film, melynek főszerepéért Sandra Bullock Golden Globe és Oscar-díjat kapott. A nagy dobás című – a gazdasági válság jeleit korábban észlelő, s abból profitáló szereplők történetét feldolgozó – könyvéből 2015-ben készült film Brad Pitt, Christian Bale, Ryan Gosling és Steve Carell főszereplésével, melyet öt Oscar-díjra jelöltek, köztük a legjobb adaptált forgatókönyv kategóriában is.
A Pénzcsináló forgatókönyve megírására elsőként Stan Chervint kérték fel, miután 2004-ben a Columbia Pictures  megvásárolta Lewis könyve megfilmesítési jogát. Brad Pitt 2007-ben kötelezte el magát a projekt mellett, ezt követően Steve Zailliant bízták meg a forgatókönyv megírásával, aki számos sikerfilm forgatókönyvírója volt (a Schindler listájáért Oscar-díjat kapott 1994-ben). A harmadik forgatókönyvíró Aaron Sorkin volt, aki 2010-ben nyerte el a díjat, a Social Network – A közösségi háló adaptált forgatókönyvéért.
A rendező Bennett Miller, akit 2006-ban Oscar-díjra jelöltek a Capote című filmért (annak férfi főszereplője a Pénzcsinálóban az edző szerepét alakító Philip Seymour Hoffman, elnyerte a legjobb alakításért járó díjat).  
2010 júliusában kezdték a forgatást.

## Megjelenése
A filmet a 2011-es Torontói Nemzetközi Filmfesztiválon mutatták be, 2011 szeptemberében került a mozikba.
A film DVD-n 2012. január 10-én jelent meg.

## Fogadtatás
A filmkritikusok véleményét összegző Rotten Tomatoes 94%-ra értékelte 215 vélemény alapján.
A film két kategóriában (legjobb alakítás és legjobb forgatókönyv) is elnyerte a New York-i filmkritikusok díját, melyet az Oscar-díj előzetesének tekintenek.

## Díjak, jelölések
| Díj                                  | Kategória            | Díjazott                        |
| ------------------------------------ | -------------------- | ------------------------------- |
| New York-i Filmkritikusok Díja, 2011 | Legjobb szereplő     | Brad Pitt                       |
| New York-i Filmkritikusok Díja, 2011 | Legjobb forgatókönyv | Aaron Sorkin és Steven Zaillian |

## Fordítás
Ez a szócikk részben vagy egészben  a   Moneyball (film) című angol Wikipédia-szócikk fordításán alapul.  Az eredeti cikk szerkesztőit annak laptörténete sorolja fel. Ez a jelzés csupán a megfogalmazás eredetét és a szerzői jogokat jelzi, nem szolgál a cikkben szereplő információk forrásmegjelöléseként.